# اريك بيكر
اريك بيكر (بالإنجليزية: Eric Baker)‏ هو شخصية أعمال أمريكي، ولد في 1973 في لوس أنجلوس في الولايات المتحدة.